# Amylocorticium
Amylocorticium is een geslacht van schimmels behorend tot de familie Amylocorticiaceae. 

## Soorten
Volgen Index Fungorum bevat het geslacht twaalf soorten (peildatum april 2023):
| Soortnaam                    | Auteur(s)                       | Publicatiejaar |
| ---------------------------- | ------------------------------- | -------------- |
| Amylocorticium africanum     | Hjortstam                       | 1983           |
| Amylocorticium canadense     | (Burt) J. Erikss. & Weresub     | 1974           |
| Amylocorticium cebennense    | (Bourdot) Pouzar                | 1959           |
| Amylocorticium cumminsii     | Gilb. & Lindsey                 | 1989           |
| Amylocorticium ellipsosporum | S.H. He                         | 2020           |
| Amylocorticium indicum       | K.S. Thind & S.S. Rattan        | 1972           |
| Amylocorticium mauiense      | Gilb. & Hemmes                  | 2004           |
| Amylocorticium pedunculatum  | Hjortstam                       | 1984           |
| Amylocorticium rhodoleucum   | (Bourdot) J. Erikss. & Ryvarden | 1976           |
| Amylocorticium suaveolens    | Parmasto                        | 1968           |
| Amylocorticium subincarnatum | (Peck) Pouzar                   | 1959           |
| Amylocorticium subsulphureum | (P. Karst.) Pouzar              | 1959           |